# Veninderne
Veninderne, med den engelske originaltitel Mistresses, er en britisk dramaserie fra året 2008 og frem i tre sæsoner for i alt 16 afsnit som er blevet sendt i TV. I Danmark har TV-serien vist på DR.

## Handling
De fire venner Katie, Trudi, Jessica og Siobhan mødte på universitetet og er omkring 30 år gamle. De forsøger at komme sammen i karriere og kærlighed, hvilket ikke er det nemmeste. Alle har deres problemer at kæmpe med, problemer, som de ikke engang deler med deres nærmeste venner.

## Medvirkende
- Sarah Parish som Katie Roden
- Sharon Small som Trudi Malloy
- Shelley Conn som Jessica Fraser
- Orla Brady som Siobhan Dillon

## Eksterne Henvisninger
- Veninderne på Internet Movie Database (engelsk)
- Veninderne på Metacritic (engelsk)
- Veninderne hos The Movie Database (engelsk)
- Veninderne hos TheTVDB (engelsk)
- Veninderne hos TV.com (engelsk)